# Schumacheria angustifolia
Schumacheria angustifolia är en tvåhjärtbladig växtart som beskrevs av Joseph Dalton Hooker och Thoms. Schumacheria angustifolia ingår i släktet Schumacheria och familjen Dilleniaceae. Inga underarter finns listade i Catalogue of Life.